# Notre-Dame (Saint-Calais)

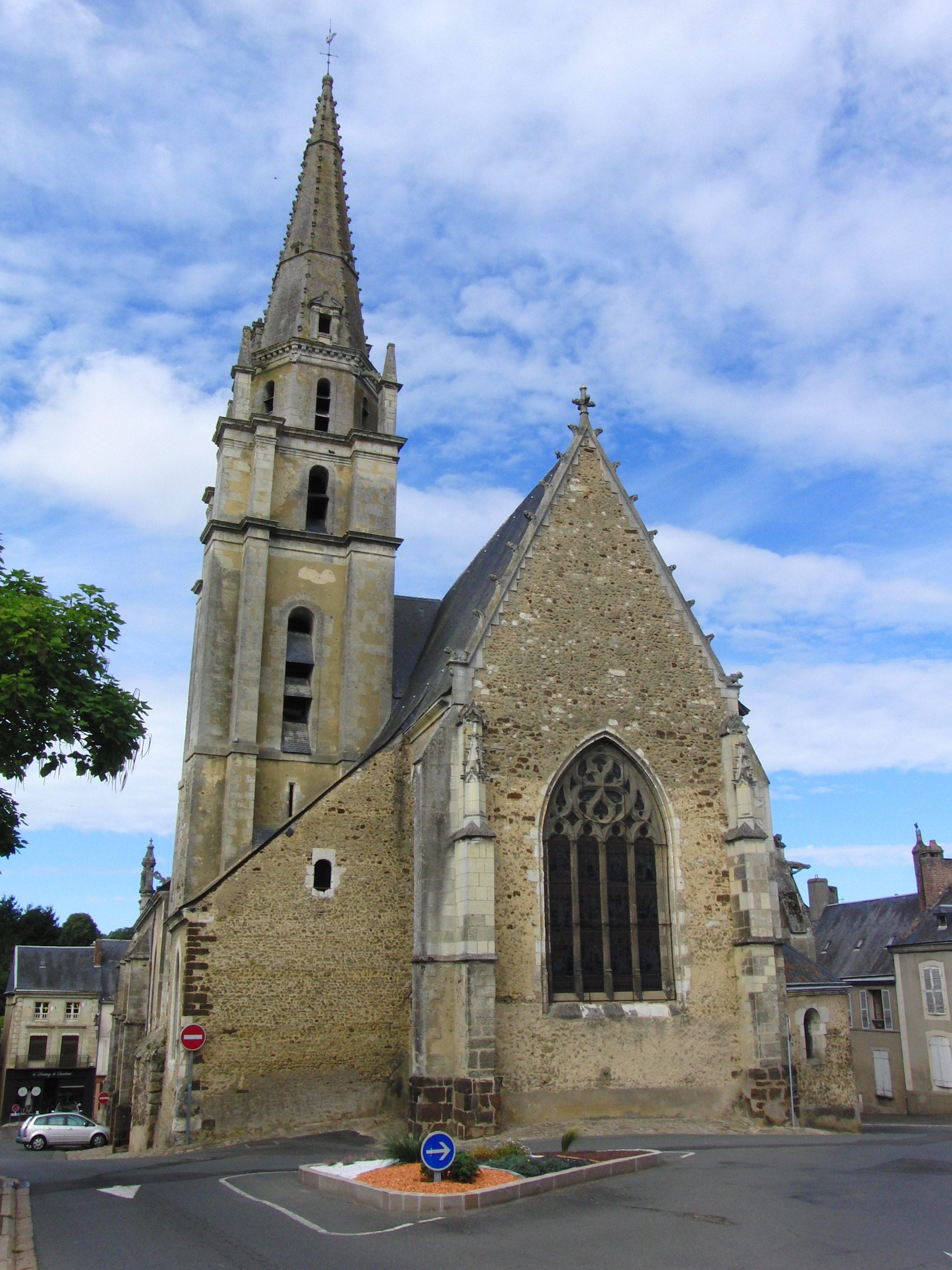
Pfarrkirche Notre-Dame, Ansicht von Osten

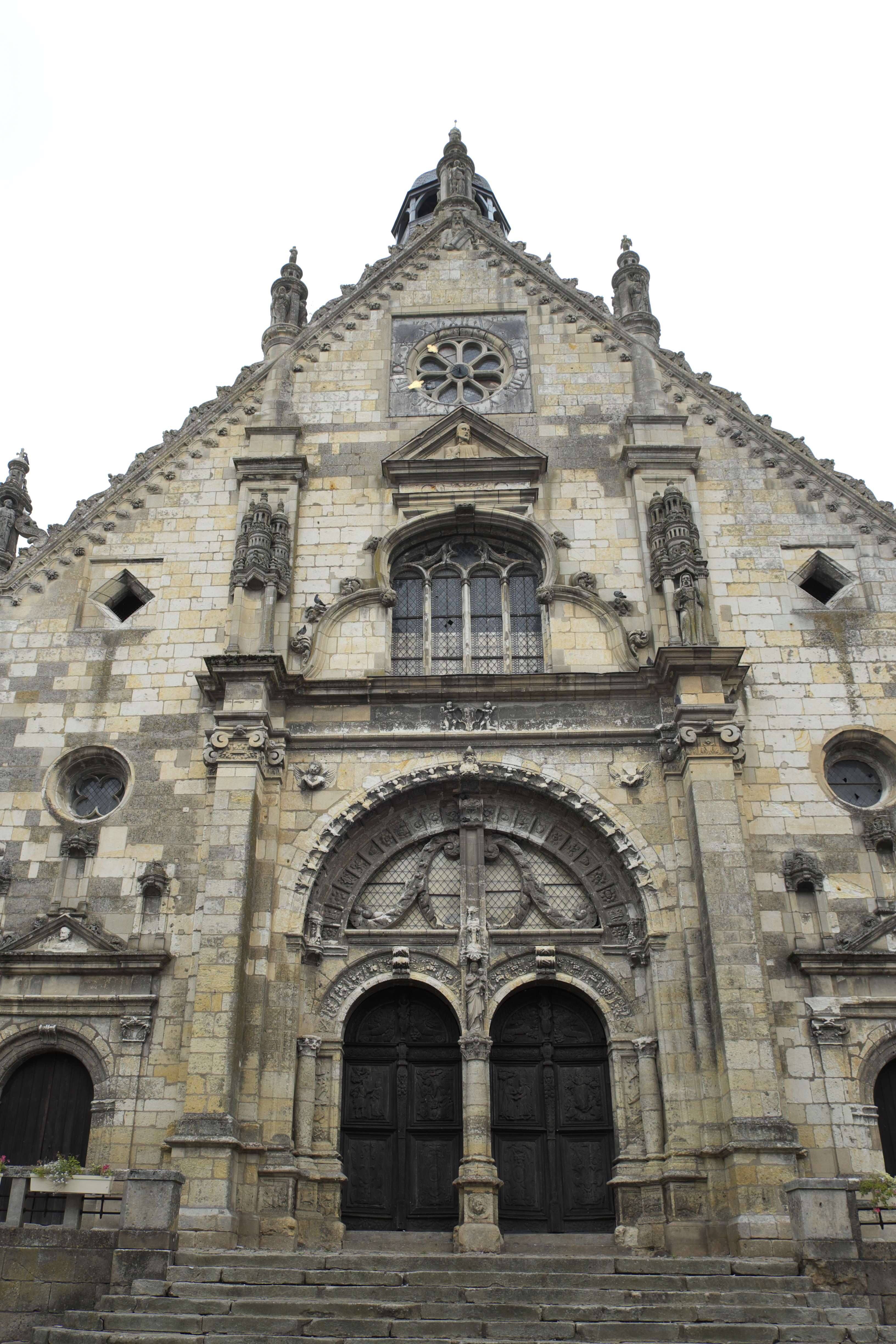
Westfassade

Die katholische Pfarrkirche Notre-Dame in Saint-Calais, einer Gemeinde im Département Sarthe in der französischen Region Pays de la Loire, wurde im 15./16. Jahrhundert an der Stelle eines Vorgängerbaus aus dem frühen 13. Jahrhundert errichtet. Die Kirche, in deren Baustil sich die Formen der Flamboyant-Gotik und der Renaissance mischen, besitzt ein prächtiges Westportal aus dem 16. Jahrhundert und im Innern zahlreiche Bleiglasfenster aus dem 19. Jahrhundert. In der Kirche wird als Reliquie das sogenannte Leichentuch des heiligen Carilefus (Calais) verehrt, der hier im 6. Jahrhundert am Ufer des Anille die Abtei Anisole gegründet hatte und nach dem der Ort benannt ist. Bereits im Jahr 1840 wurde die Kirche als Monument historique in die Liste der Baudenkmäler in Frankreich aufgenommen.

## Geschichte
Im Jahr 1425 begann man mit dem Bau der heutigen Kirche, die eine bescheidene Holzkirche ersetzen sollte. Das ursprünglich einschiffige Langhaus wurde 1520 durch den Anbau eines dreijochigen Seitenschiffes an der Nordseite vergrößert. Später wurde ein weiteres Seitenschiff an der Südseite hinzugefügt.

## Architektur

### Glockenturm
Am östlichen Abschluss des südlichen Seitenschiffs erhebt sich der 58 Meter hohe Glockenturm, dessen Grundmauern auf das 12. Jahrhundert zurückgehen. Der Turm, der von einem steinernen, oktogonalen Spitzhelm bekrönt wird, wurde zwischen 1619 und 1623 fertiggestellt.

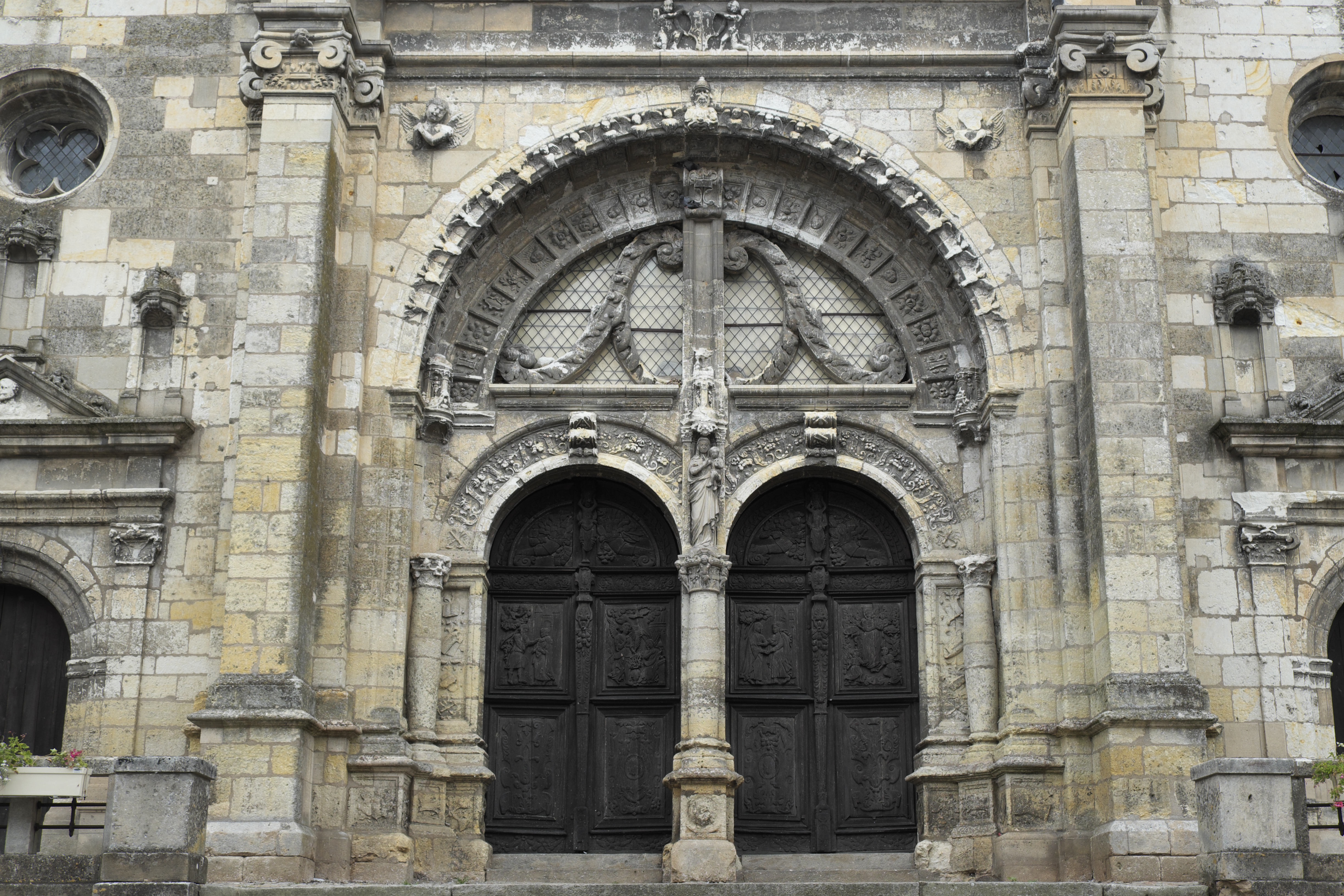
Westportal

### Westfassade
Die Westfassade wurde im 16. Jahrhundert im Stil der Renaissance gestaltet. Sie weist drei Portale auf und wird von laternenartigen Aufsätzen, die mit Figuren besetzt sind, gerahmt.
Über dem Hauptportal öffnet sich ein vierbahniges Fenster mit Korbbogen, darüber sieht man, in einem Dreiecksgiebel eingebettet, eine Christusbüste. Unter dem Dachansatz ist Moses mit den Gesetzestafeln dargestellt, darunter ist eine kleine Rosette eingeschnitten, über der die Jahreszahl 1760 angebracht ist und die als Uhr dient.
Das Hauptportal, ein doppeltes Rundbogenportal, wurde zwischen 1520 und 1550 geschaffen. Es wird von Pilastern eingefasst und besitzt holzgeschnitzte Türen mit Szenen aus dem Leben Marias. Auf der linken Seite sind die Vermählung Marias mit Joseph und die Verkündigung dargestellt, auf der rechten Seite die Heimsuchung und die Himmelfahrt Marias. Die Schnitzereien werden dem Bildhauer Guillaume Le Houx zugeschrieben, dessen Initialen MGLH man unter der rechten Lünette erkennen kann. Auf dem Trumeaupfeiler steht eine Madonna mit Kind. Auch die beiden Seitenportale werden von Pilastern mit Kapitellen, Ziergiebeln und Figurennischen unter Baldachinen gerahmt.

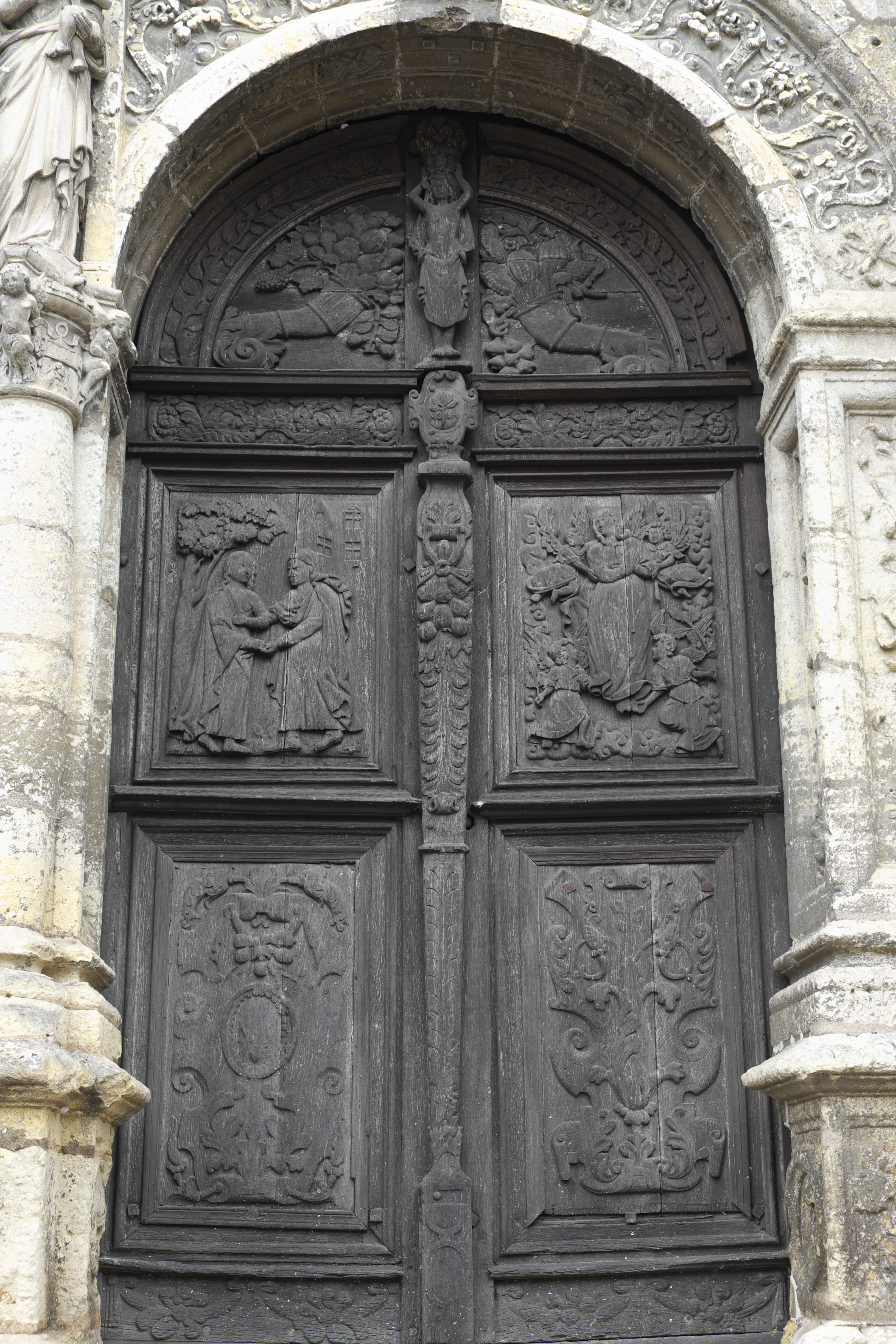
Hauptportal, rechte Seite, Heimsuchung und Himmelfahrt Mariens
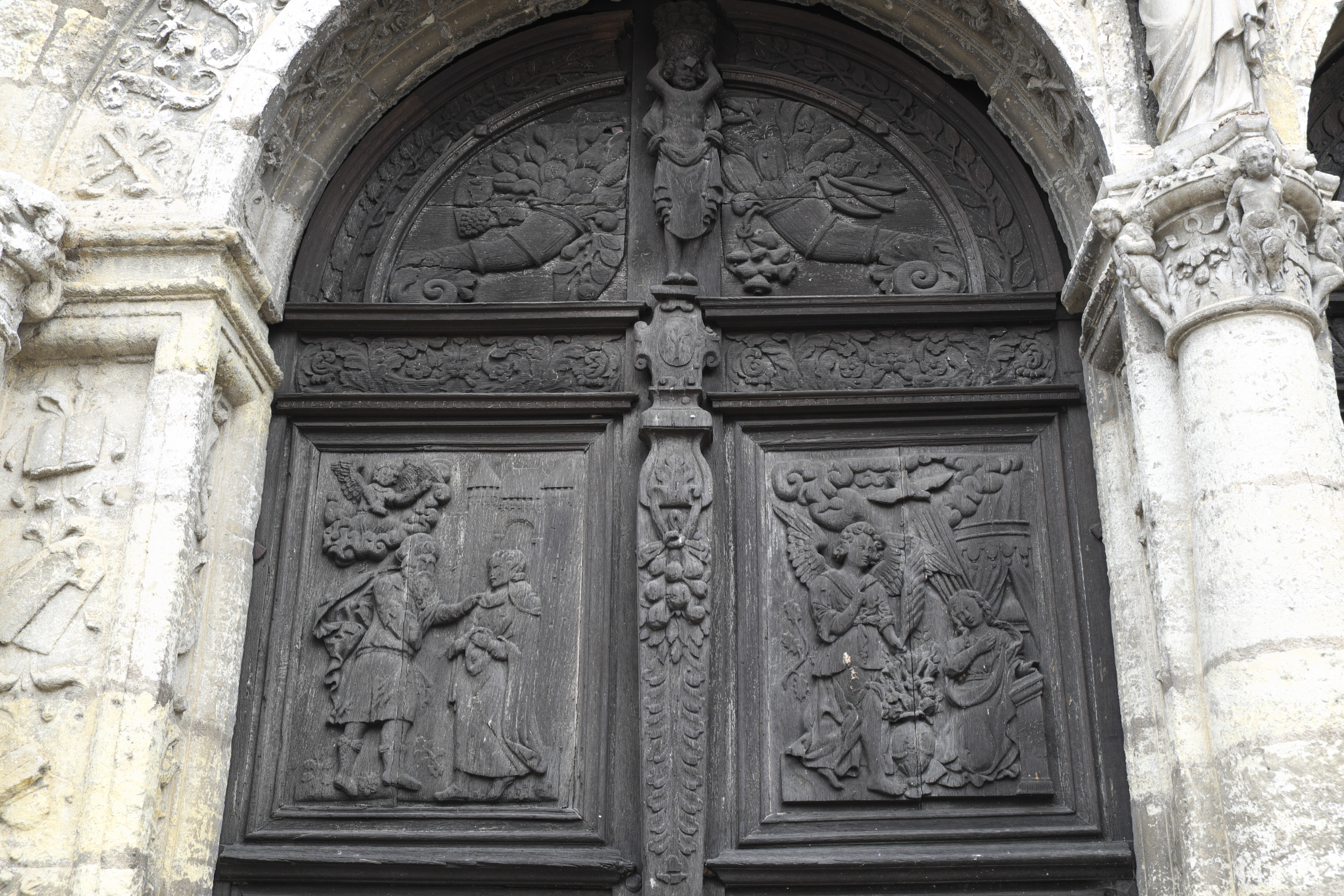
Hauptportal, linke Seite, Vermählung und Verkündigung Mariens
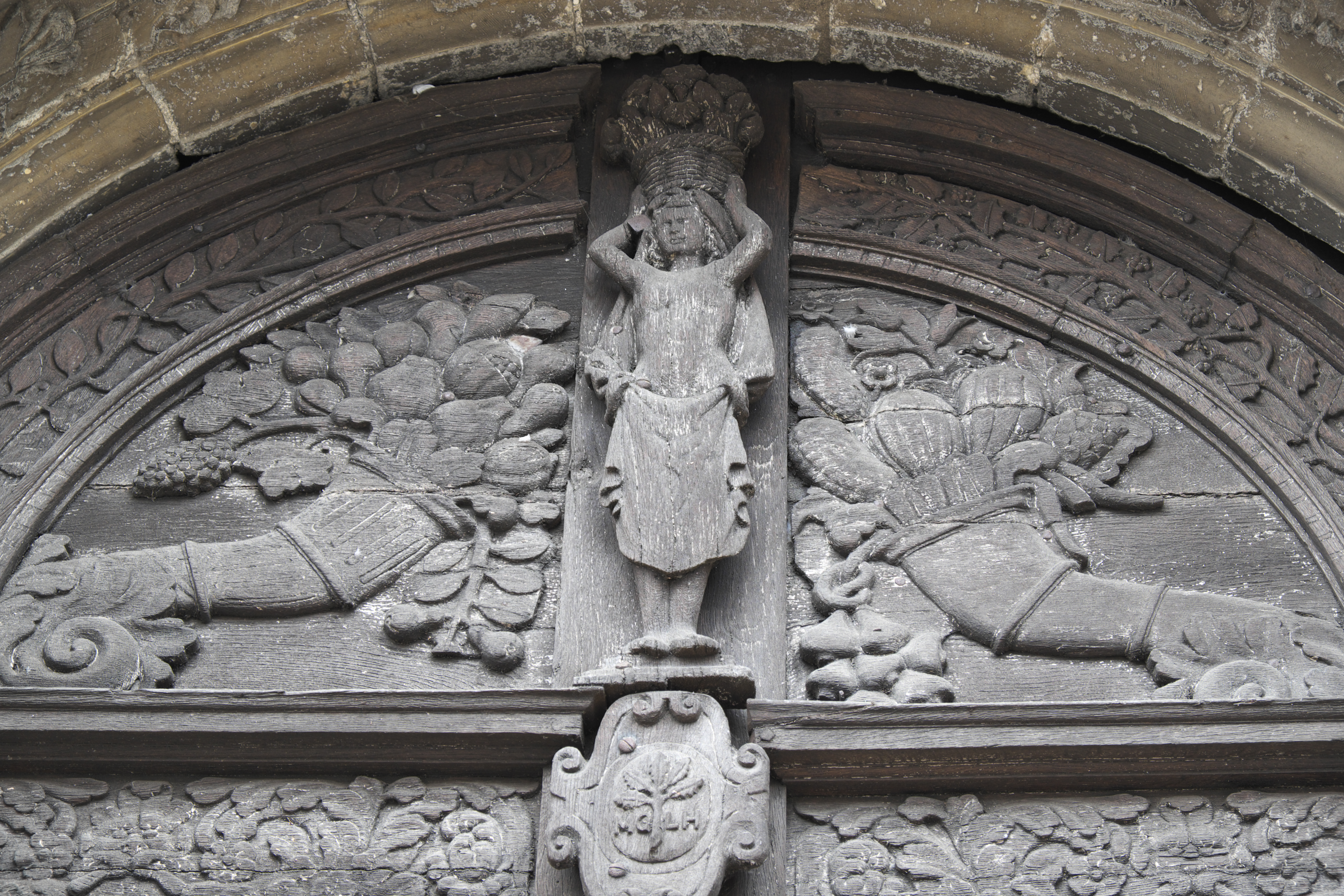
Hauptportal, rechte Seite, Lünette mit den Initialen MGLH
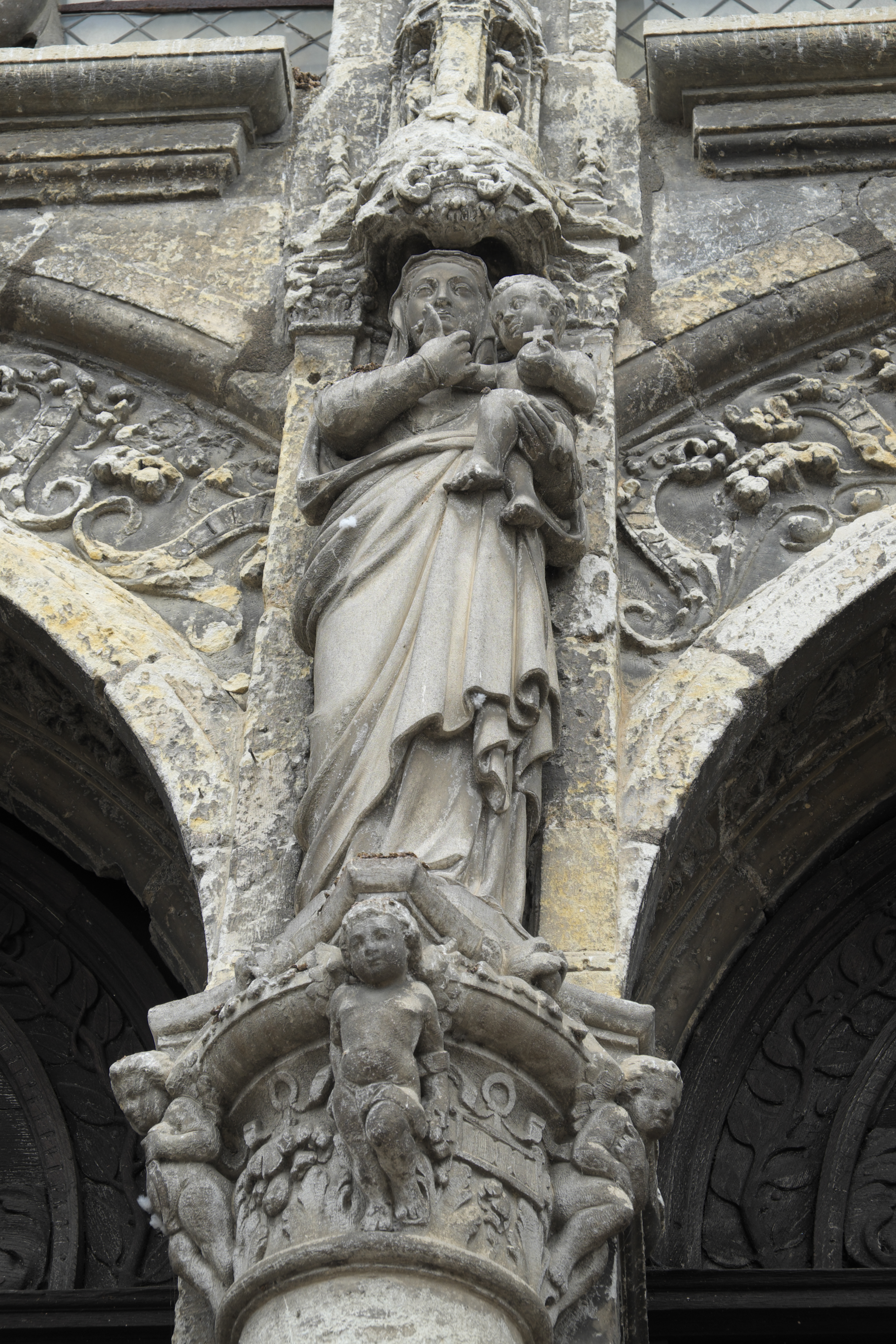
Trumeaupfeiler und Madonna mit Kind

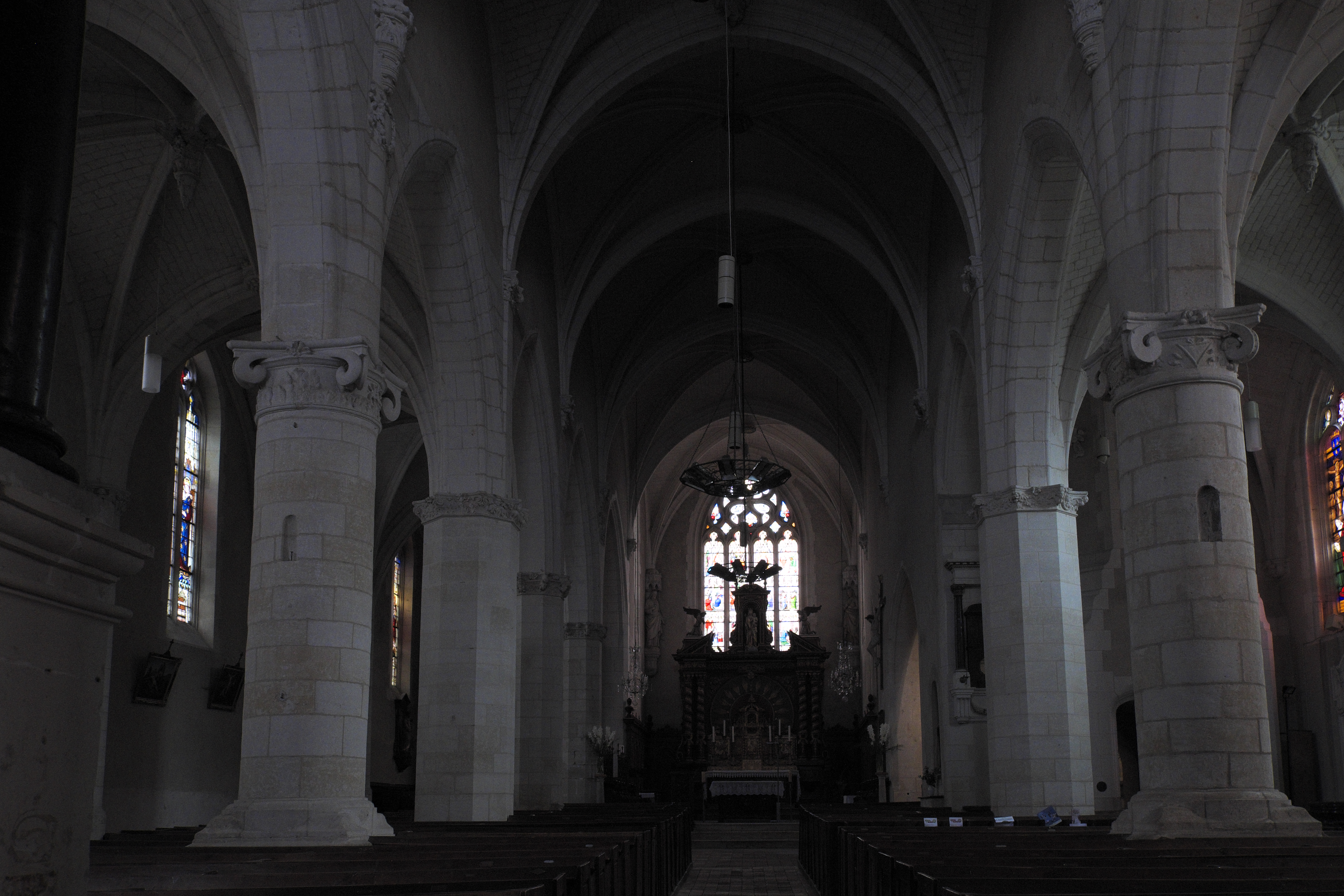
Innenraum

### Innenraum
Das Langhaus ist dreischiffig und erstreckt sich über fünf Joche. Es mündet im Osten in einen zweijochigen, gerade geschlossenen Chor, dessen Ostwand von einem spitzbogigen, vierbahnigen Maßwerkfenster durchbrochen ist.

## Bleiglasfenster
Die Bleiglasfenster stammen aus dem späten 19. und frühen 20. Jahrhundert. Einige der Fenster tragen die Signatur des Glasmalers Hucher und der Glasmalereiwerkstatt der Karmelitinnen von Le Mans. Das Fenster mit der Darstellung von Louis-Ernest Dubois, des Kardinals und Erzbischofs von Paris, trägt die Signatur von Henri-Marcel Magne. Neben dem Kardinal steht sein Schutzpatron, der französische König Ludwig der Heilige, sein Wappen ist im Maßwerk abgebildet.

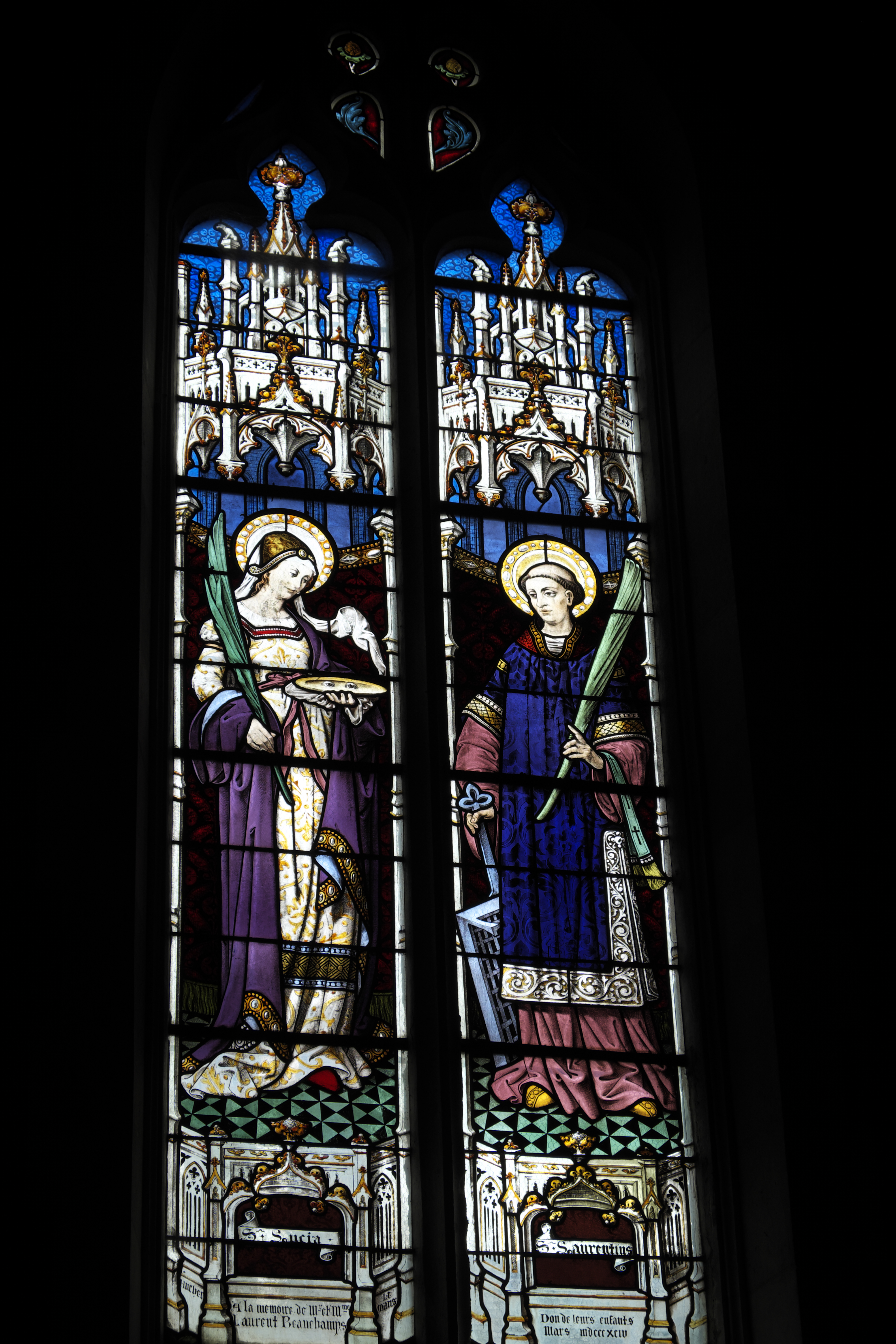
Heilige Lucia und heiliger Laurentius, mit der Signatur Hucher Le Mans 1894
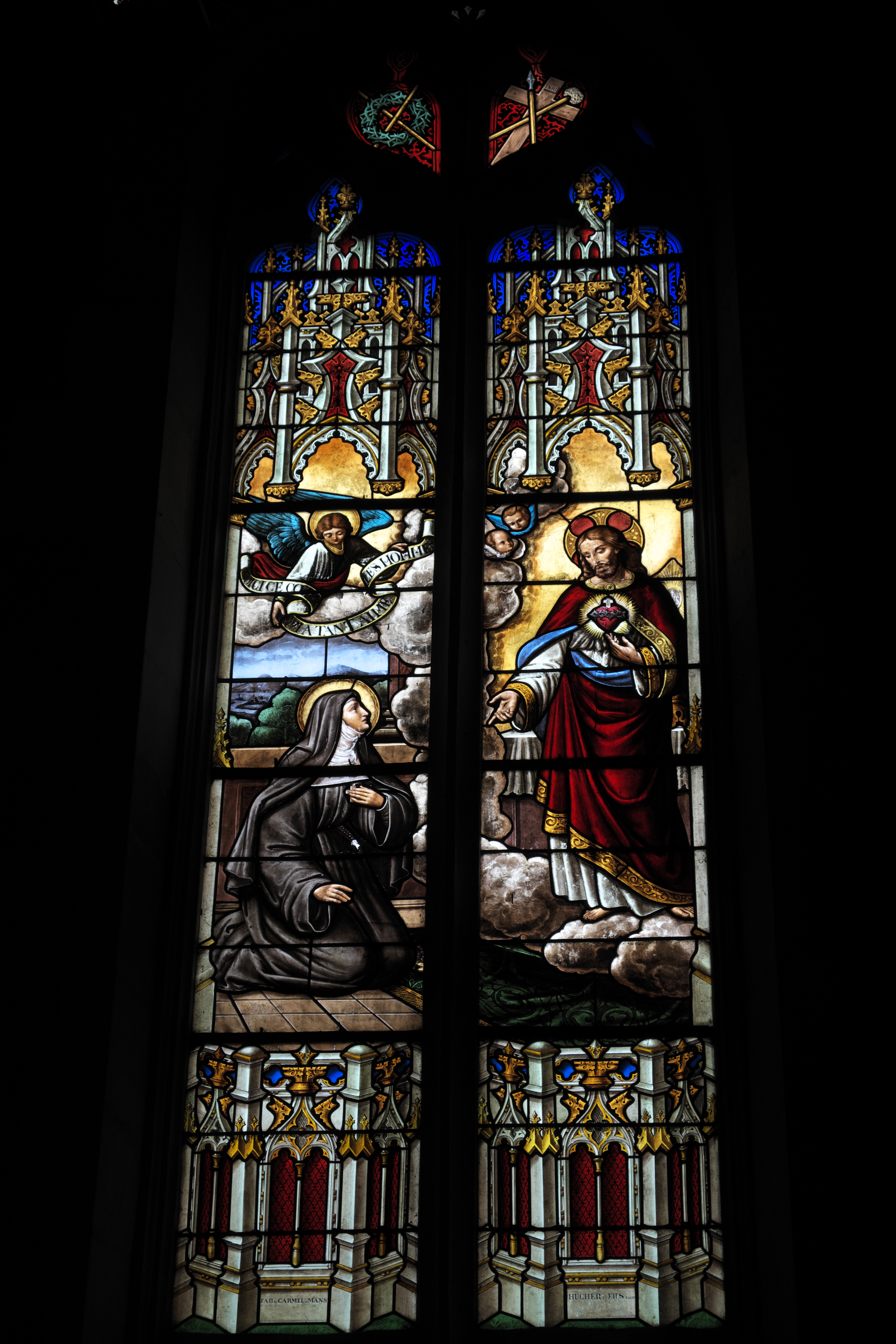
Herz Jesu, mit der Signatur FAB. DU CARMEL DU MANS HUCHER ET FILS SUCCR
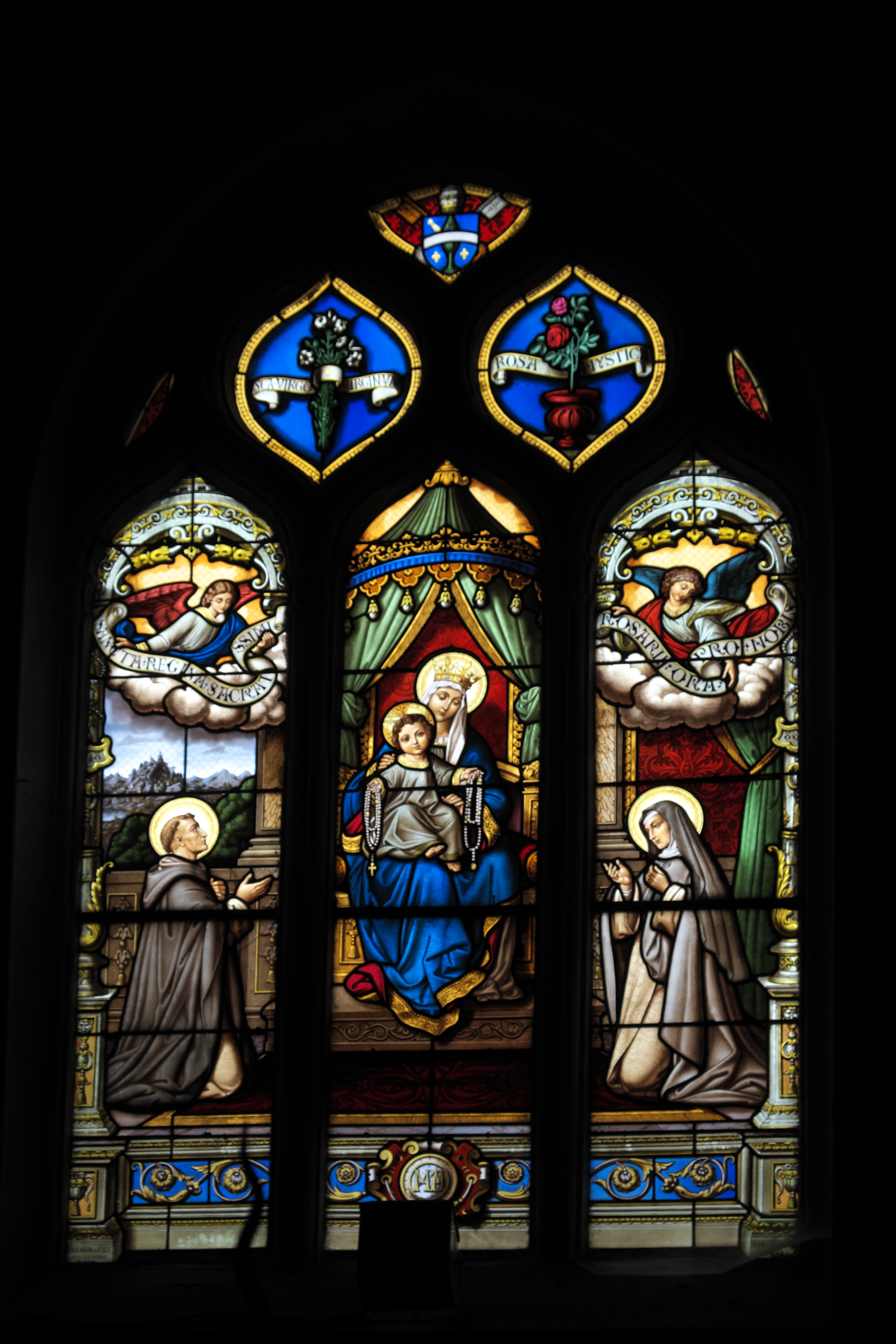
Dominikus empfängt den Rosenkranz, mit der Signatur HUCHER ET FILS, FAB. DU CARMEL
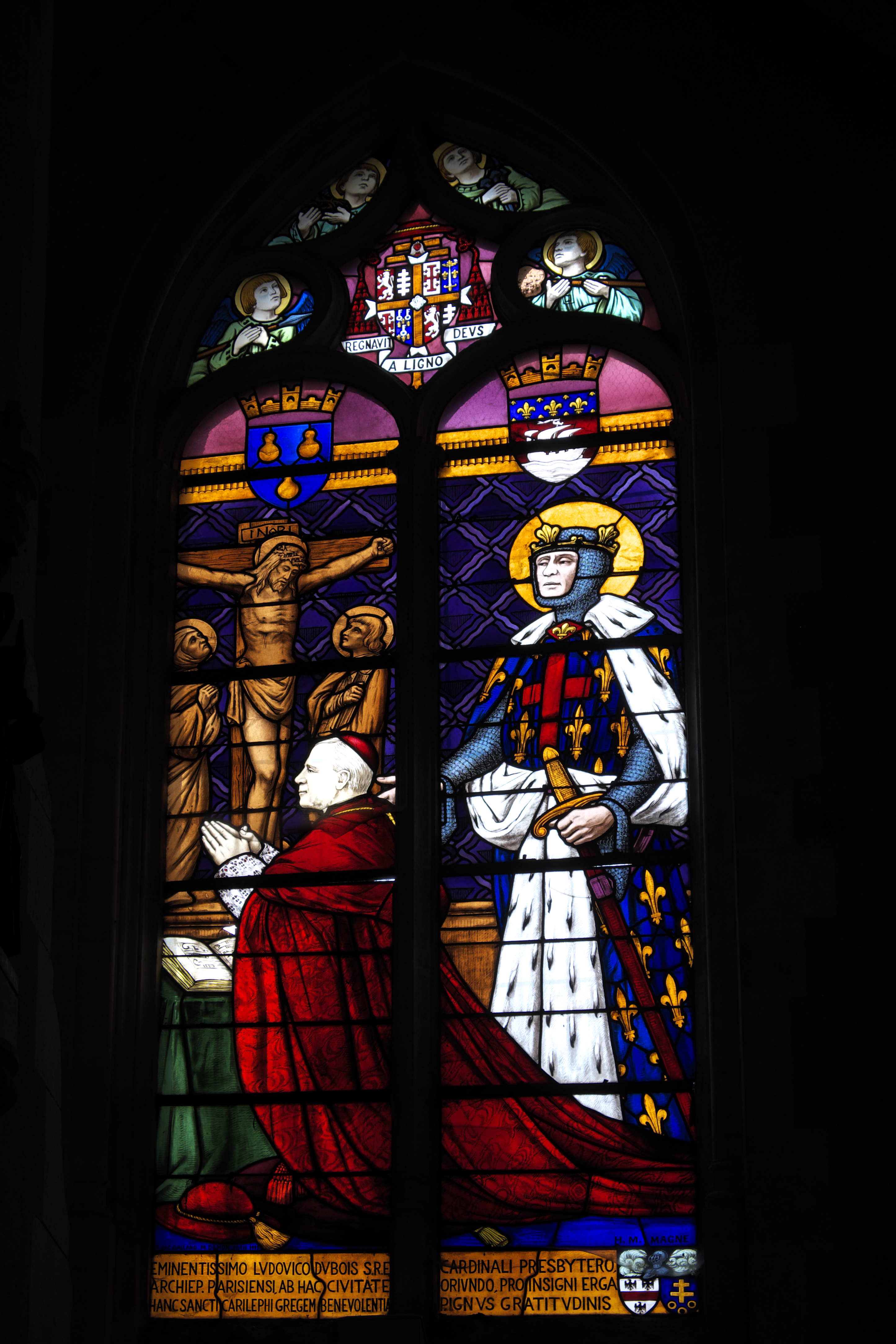
Kardinal Louis-Ernest Dubois und Ludwig der Heilige

## Leichentuch des heiligen Carilefus
In der Kirche werden zwei Teile eines bestickten Seidenstoffes aus dem 6./7. Jahrhundert sasanidischer oder byzantinischer Herkunft aufbewahrt, die als Leichentuch des heiligen Carilefus verehrt werden. In diesem Stoff sollen die Mönche der Abtei Anisole die sterblichen Überreste ihres Klostergründers nach Blois in Sicherheit gebracht haben, als sie um 837 vor den Normannen aus ihrem Kloster flohen. Dort wurden sie später in der Kapelle Saint-Calais des Schlosses von Blois untergebracht, bis sie im 17. und 18. Jahrhundert wieder nach Saint-Calais zurücküberführt wurden. Heute werden die Gebeine des Heiligen in einem neogotischen Reliquienschrein aus dem 19. Jahrhundert aufbewahrt.

## Chorgestühl
Das Chorgestühl stammt aus dem 16. Jahrhundert.

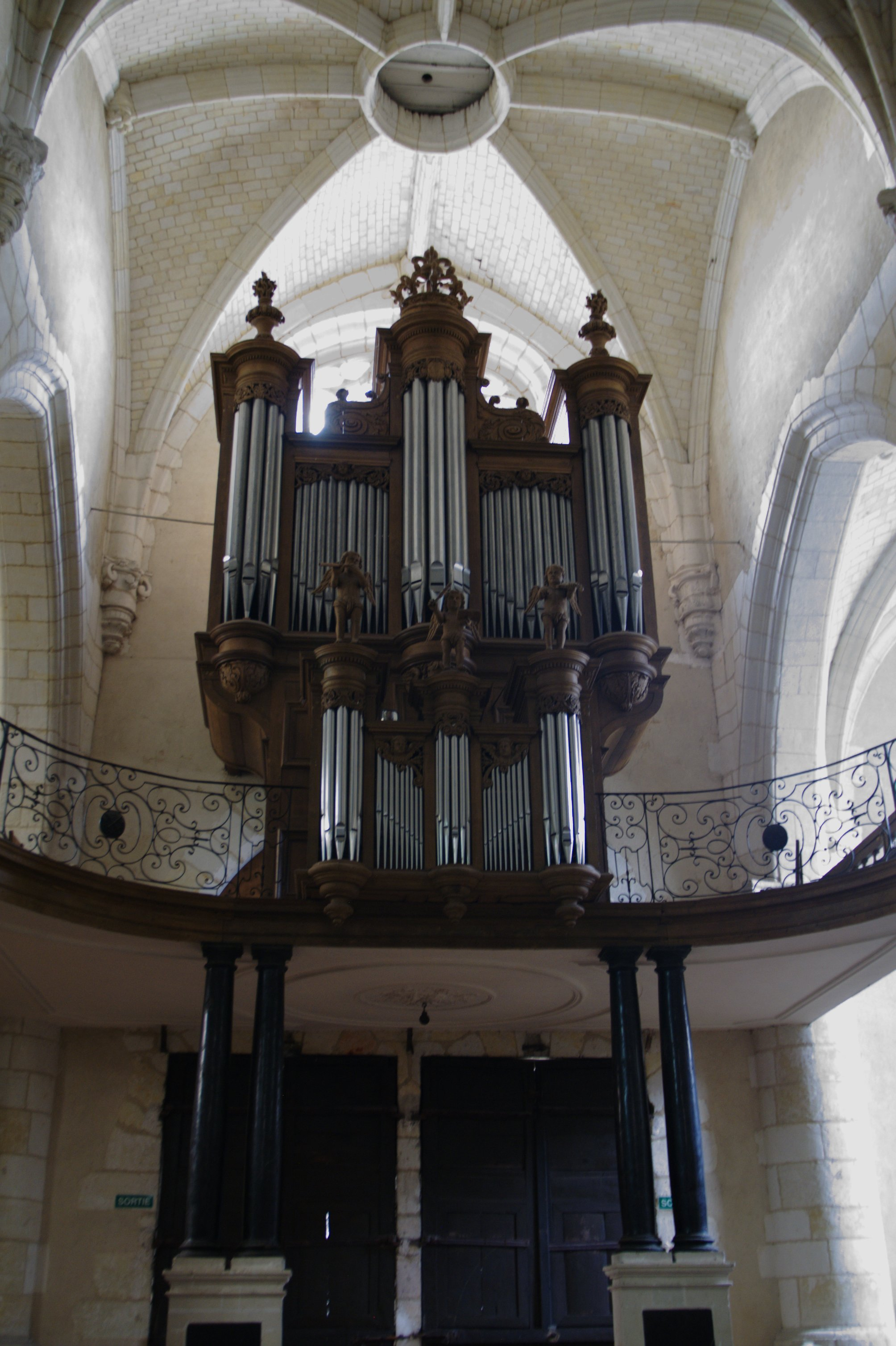
Orgel

## Orgel
Der Orgelprospekt wurde zwischen 1660 und 1670 geschaffen und stammt aus der ehemaligen Abteikirche von Saint-Calais. Er wurde 1871 zum Monument historique erklärt. Der instrumentale Teil der Orgel wurde 1845 in der Orgelbaufirma Daublaine et Callinet hergestellt und 1973 als Monument historique eingestuft.